# Aberdeen (Washington)
Aberdeen ist eine City mit 17.013 Einwohnern (Stand: Volkszählung 2020) im Grays Harbor County im Bundesstaat Washington, Vereinigte Staaten. Sie liegt in der Luftlinie etwa 180 km nordwestlich von Portland und etwa 130 km südwestlich von Seattle am Ostende der Bucht Grays Harbor, die zum Pazifik führt.

## Geschichte
Erstmals wurde diese Stadt im Jahr 1881 erwähnt. Ihre Gründung geht auf den Siedler Samuel Benn zurück, der sie nach der schottischen Stadt Aberdeen benannte. Die Hauptstraße des Ortes, die Main Street, erinnert architektonisch teilweise noch an die Zeit des Eisenbahnbaus in den USA am Ende des 19. Jahrhunderts, als die Stadt vorübergehend eine größere Bedeutung besaß.

## Lage
Aberdeen liegt an der Mündung des Chehalis Rivers in den Grays Harbor. Das Stadtzentrum befindet sich am Nordufer und grenzt im Westen direkt an die Nachbarstadt Hoquiam. South Aberdeen am Südufer des Chehalis ist über die Brücke des U.S. Highway 101 mit dem Nordteil der Stadt verbunden und grenzt an Cosmopolis. Im Osten gehören zwei kleine Exklaven zum Stadtgebiet. Die größere der beiden umschließt den Aberdeen Lake, die kleinere befindet sich etwa 10 km nordöstlich des Zentrums am Wynoochee River, wo die Stadt Aberdeen eine Wasserentnahmestelle betreibt.

## Stadtbild
Die Menschen leben vorwiegend in Einfamilienhäusern aus Holz, das wegen der für Washington typischen großen Waldgebiete der billigste Rohstoff ist.

## Kultur
Am Ortseingangsschild der Stadt am Freeway steht eine Tafel mit der Aufschrift „Come As You Are“ zu Ehren des in Aberdeen geborenen und aufgewachsenen Rockmusikers Kurt Cobain (Nirvana). Come as You Are ist ein 1991 von Nirvana auf dem Album Nevermind veröffentlichter Titel.
Die Stadt gilt als „Geburtsort des Grunge“, da sie neben Cobain weitere Sänger und Bands dieser Musikrichtung hervorgebracht hat.

## Infos zur Stadt
Die durchschnittliche Bevölkerungsdichte lag im Jahr 2010 bei 614,4 Einwohner/km². 24,9 % der Bevölkerung waren unter 18. Das durchschnittliche Einkommen pro Haushalt lag bei 39.193 $. Ca. 19 % der Bevölkerung lebt unter der Armutsgrenze.

## Partnerstädte
Aberdeen hat zwei Partnerstädte:
- Hakui, Japan
- Kanazawa, Japan

## Söhne und Töchter der Stadt
- Robert Motherwell (1915–1991), Maler
- Victor Grinich (1924–2000), Elektrotechniker
- Robert Arthur (1925–2008), Schauspieler
- Lee Friedlander (* 1934), Photograph
- Trisha Brown (1936–2017), Choreographin
- Peter Norton (* 1943), Software-Entwickler und Unternehmer
- Douglas Dean Osheroff (* 1945), Physiker und Professor
- Patrick Simmons (* 1948), Sänger und Gitarrist der Doobie Brothers
- Ed Murray (* 1955), demokratischer Politiker, Bürgermeister von Seattle
- Patrick M. Shanahan (* 1962), Politiker und Industriemanager
- Matt Lukin (* 1964), Bassist der Grungeband Mudhoney
- Kurt Cobain (1967–1994), Sänger, Songschreiber und Gitarrist der Band Nirvana
- Dale Crover (* 1967), Musiker
- Violetta Blue, bürgerlich: Ada Mae Johnson (* 1977), Pornodarstellerin
- Bryan Danielson (* 1981), Wrestler